# 克雷费尔德
克雷费尔德（德語：Krefeld，德語發音：[ˈkʁeːfɛlt] ⓘ）是德国北莱茵-威斯特法伦州的非县辖城市，位于杜塞尔多夫的西北面，杜伊斯堡的西南面，人口226,844（2020年12月），属于中等大城市。18世纪和19世纪曾盛产丝绸材料，因此被誉为“丝绸之城”。

## 歷史
古羅馬時代就經已建市，當時是軍事大本營。但直至文藝復興時期，仍只是小城鎮。十七世紀起人口始告增加。於1702年，為普魯士王國一部分。這時紡織業在此興起，以盛產絲綢見稱，甚至受到歐洲各王室歡迎。
1945年3月，在同盟國军队的“鲁尔战役”中，美军第84师占领了此城。当时属于该师的亨利·基辛格在8天里重建了此地的行政机关。

## 經濟
昔日是盛產絲綢的地方，但自二十世紀起已經式微，取而代之的是化學工業、電子製造、機械工程等等。今日鋼鐵生產商蒂森克虜伯、著名藥品生產商拜耳都有在此設廠。

## 著名人物
- 李奧帕德·勒文海姆：數學家
- 马克斯·奥古斯特·佐恩：數學家
- 约瑟夫·博伊斯：雕塑家

## 友好城市
- 萊斯特
- 敦刻爾克
- 萊頓
- 夏洛特
- 蚌埠

## 圖片

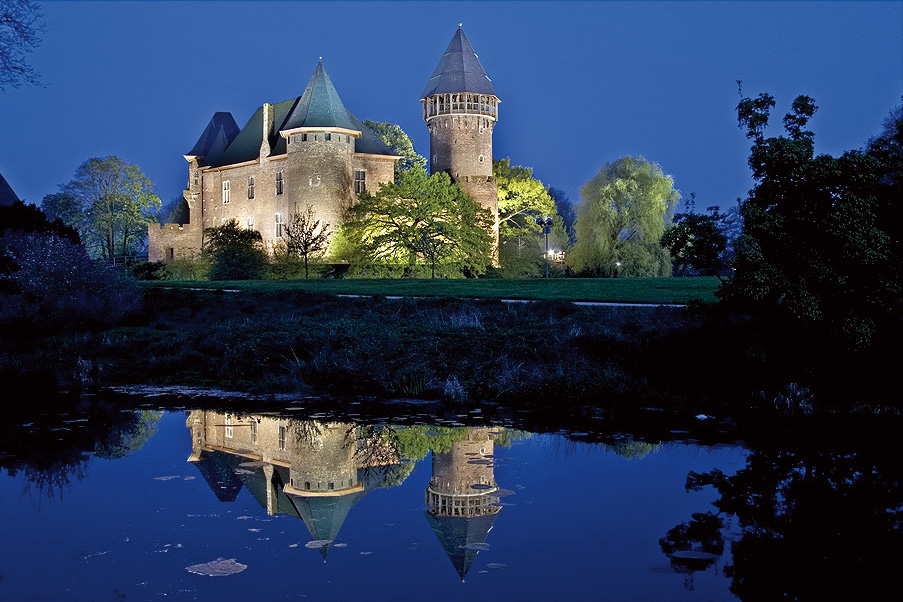
克雷费尔德夜景
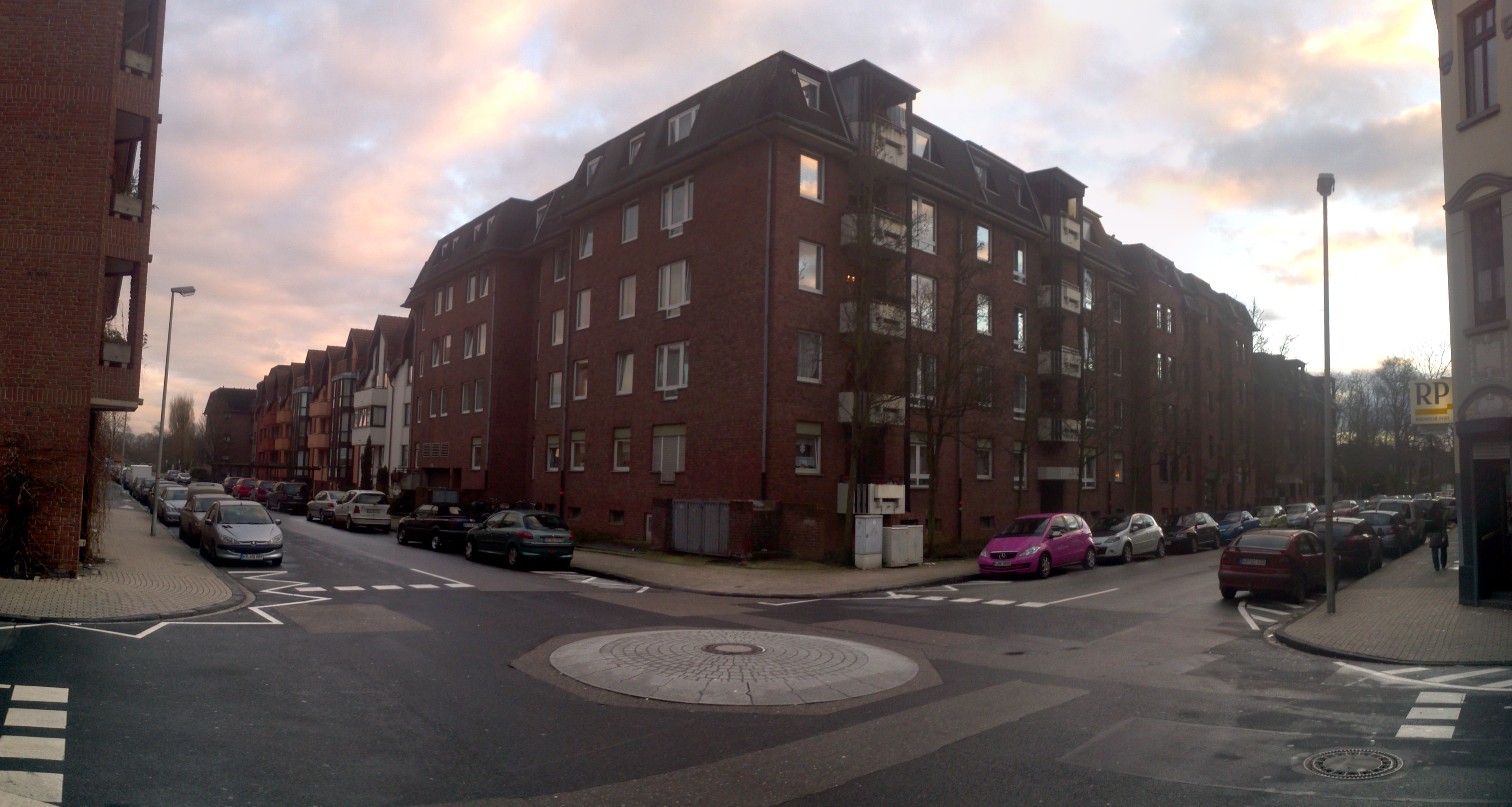
街頭一景
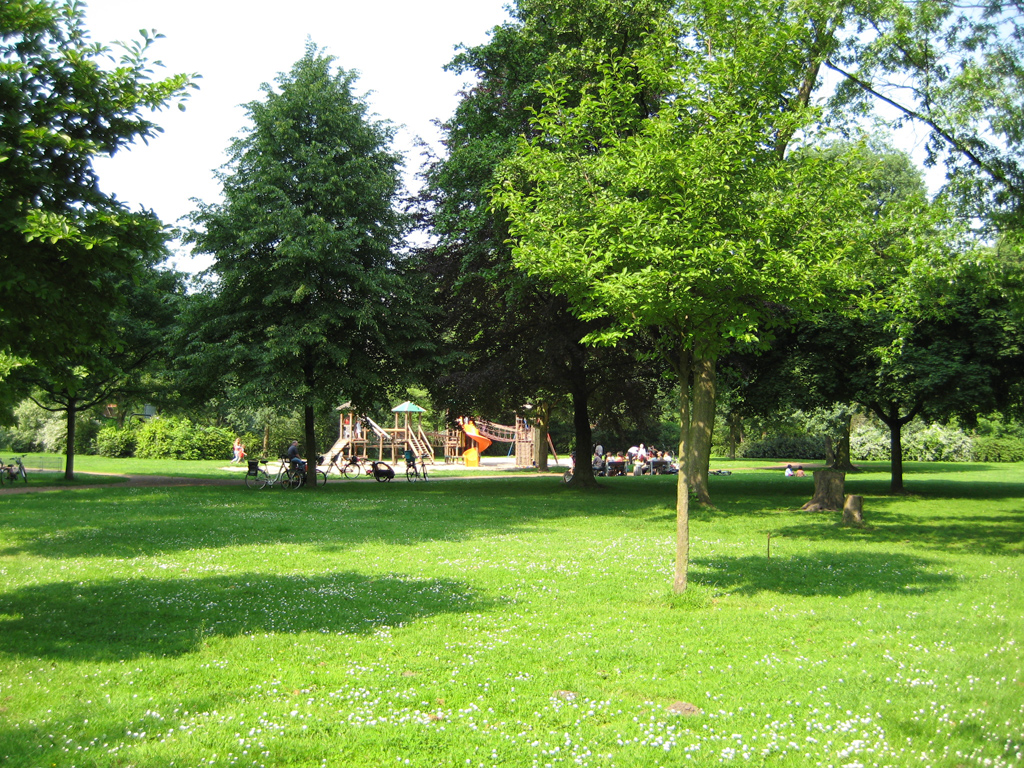
一處公園